# Alfur
Pour l'évêque du Groenland, voir Álfur.

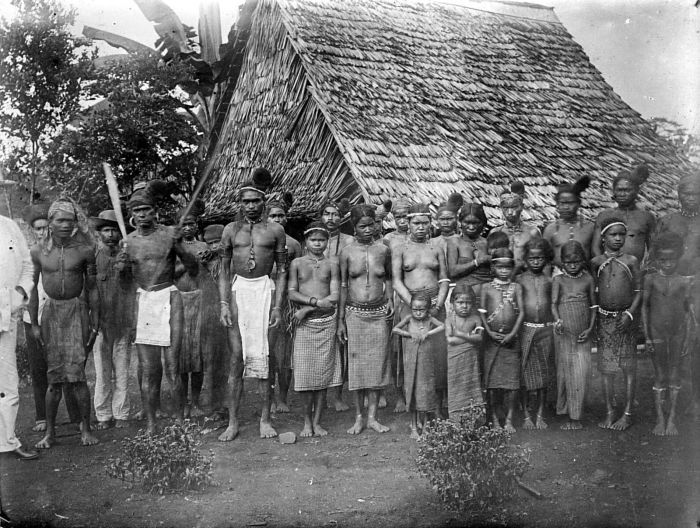
Alfurs, probablement Alunes à Céram.

Alfur (ou Alfurs, Alfuros, Alfures, Alifuru ou Horaforas) est un mot utilisé à l'époque de l'Empire colonial portugais pour décrire les populations de l'archipel indonésien ni musulmanes ni chrétiennes vivant dans les zones maritimes inaccessibles de l'Asie du Sud-Est.